# Hypsilurus modestus
Espèce
Synonymes
- Gonyocephalus modestus Meyer, 1874
- Gonyocephalus inornatus Doria, 1874
- Diptychodera lobata Boettger, 1893
- Gonyocephalus modestus carinatus Sternfeld, 1918

Hypsilurus modestus est une espèce de sauriens de la famille des Agamidae.

## Répartition
Cette espèce se rencontre aux îles Aru aux Moluques et en Nouvelle-Guinée occidentale en Indonésie et en Papouasie-Nouvelle-Guinée en Nouvelle-Guinée orientale et dans l'archipel Bismarck.

## Publication originale
- Meyer, 1874 : über die von ihm auf Neu-Guinea und den. Inseln Jobi, Mysore und Mafoor im Jahre 1873 gesammelten Amphibien.Monatsberichte der Königlichen Preußischen Akademie der Wissenschaften zu Berlin, vol. 1874, p. 128-140 (texte intégral).